# Lelowa Góra
Lelowa Góra – najwyższe wzgórze Pagórków Lubińsko-Wapnickich wysokości 89,3 m n.p.m., w południowej części wyspy Wolin.
Wzgórze znajduje się Rezerwacie Krajobrazowym Władysława Szafera, w Wolińskim Parku Narodowym, w gminie Międzyzdroje, na południe od wsi Wapnica.
Nazwę Lelowa Góra wprowadzono urzędowo rozporządzeniem w 1949 roku, zastępując poprzednią niemiecką nazwę Lelo Berg.

## Przypisy

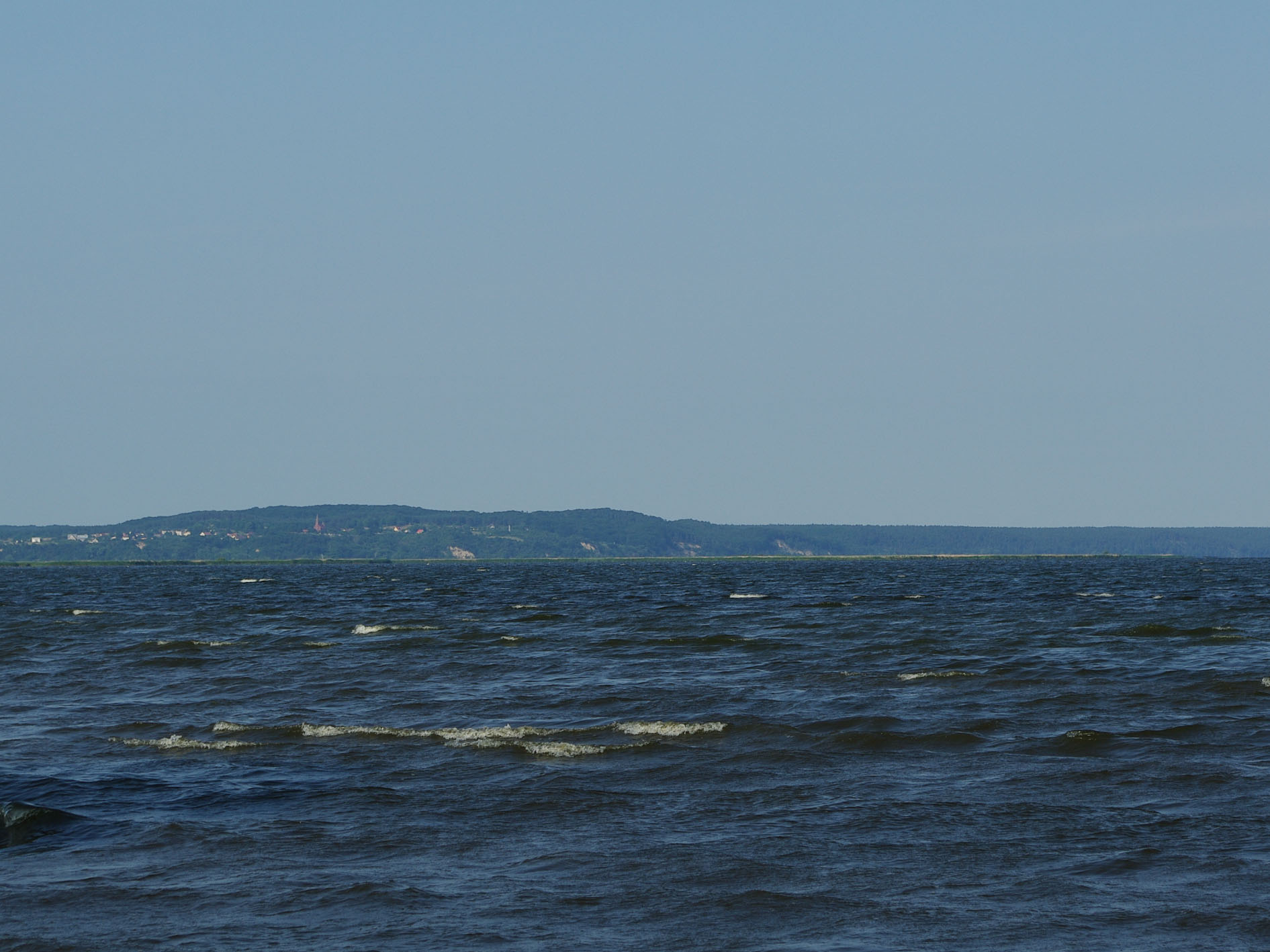
Pagórki Lubińsko-Wapnickie widziane z wyspy Karsibór